# عملية رعد الشبح
عملية رعد الشبح بدأت في 16 يونيو 2007 عندما شنّت القوات متعددة الجنسيات في العراق هجومًا واسعًا ضد تنظيم القاعدة وغيرهم من الإرهابيين المتطرفين المنتشرين في أنحاء العراق. كانت هذه أكبر عملية عسكرية منسقة منذ غزو العراق عام 2003. عُدّت العملية على مستوى الفيلق، واشتملت على: عملية مِعول السهم في محافظة ديالى، وعملية شعلة مارن وعملية النسر المغوار في محافظة بابل، وعملية فرض القانون في بغداد، وعملية الجاه في محافظة الأنبار، إضافة إلى استمرار عمليات القوات الخاصة ضد جيش المهدي في جنوب العراق وضد قيادة القاعدة في أنحاء البلاد. عُدت العملية واحدة من أكبر العمليات العسكرية في العراق منذ الغزو الأمريكي عام 2003.

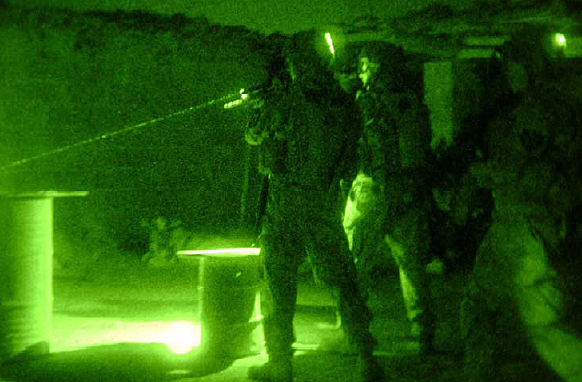
جنود سترايكر التابعون للكتيبة الرابعة، فوج المشاة التاسع، يستعدون لدخول كوخ طيني أثناء تطهير قرية في ضواحي بعقوبة، العراق، 19 يونيو 2007.

## خلفية
أعلن تنظيم القاعدة إنشاء الدولة الإسلامية في العراق في منتصف أكتوبر 2006، لتحل محل مجلس شورى المجاهدين وتنظيم القاعدة في العراق.
من يناير حتى يونيو 2007، وضمن استراتيجية زيادة عدد القوات الأمريكية، أُرسلت خمس ألوية أمريكية إضافية إلى العراق، مع تركيز رئيسي على أحزمة بغداد. كان هذا الانتشار خطوة أساسية في التحضير لعملية رعد الشبح، والتي هدفت إلى استقرار بغداد ومحيطها من خلال استهداف معاقل المتمردين.
خلال هذه الفترة، نفّذت القوات الأمريكية سلسلة من العمليات التمهيدية المصممة لتهيئة الظروف المناسبة للهجوم الأكبر. شملت هذه العمليات تعطيل تحركات العدو، وتأمين مناطق استراتيجية، وجمع المعلومات الاستخباراتية، وكلها كانت ضرورية لنجاح الهجوم الرئيسي المقبل.
في 14 يونيو 2007، أُنشئت قيادة عمليات ديالى، وهي بنية قيادة عراقية جديدة على مستوى الفيلق، حسّنت بشكل كبير التنسيق بين قوات الأمن العراقية في محافظة ديالى، وهي منطقة كانت مركزًا رئيسيًا لنشاط المتمردين. شكّل إنشاء هذه القيادة خطوة محورية نحو دمج القوات العراقية وقوات التحالف، مما عزز فعالية جهود مكافحة التمرد في إطار عملية رعد الشبح.
مثّلت هذه العملية تصعيدًا مهمًا في جهود التحالف والعراق لاستعادة السيطرة على المناطق التي يهيمن عليها المتمردون، وإعادة الاستقرار إلى العراق في مرحلة حرجة من النزاع.